# Osterburg-Gau
Der Osterburg-Gau (auch Osterpurge) war im Mittelalter ein sächsischer Gau im Weserbergland.
Den Umfang und die Grenzen dieses Gebietes wurden in den 1960er Jahren von Walter Maack rekonstruiert. Sitz des Gaugrafen war vermutlich die Osterburg am Hang des Wesergebirges oberhalb von Deckbergen. Das Geschlecht der Gaugrafen ist Ende des 9. Jahrhunderts erloschen. Ein Teil seiner Grundherrschaft diente der Ausstattung des Klosters Möllenbeck. Die Pfarrerei Exten war die Urkirche des Osterburg-Gaues.

Pagus Osterburg in der Gaukarte „TABULA ANGARIAE IN DIOECESI PATERBORNENSI“ des Christian Ulrich Grupen, 1740

Nach dem Aussterben der Grafenfamilie geriet der Osterburg-Gau, wie alle Gaue des Bistums Minden, in den Machtbereich der Billunger.